# سارایوزو (حمام‌اوزو)
سارایوزو (به ترکی استانبولی: Sarayözü) یک منطقهٔ مسکونی در ترکیه است که در حمام‌اوزو واقع شده‌است.